# Gruschewka (Kaliningrad, Neman)
Gruschewka (russisch Грушевка, deutsch Groß Perbangen, litauisch Perbangis) ist ein Ort in der russischen Oblast Kaliningrad und gehört zur kommunalen Selbstverwaltungseinheit Stadtkreis Neman im Rajon Neman. Gruschewka befindet sich allerdings etwa zwei Kilometer südlich der Ortsstelle Groß Perbangen, welche verlassen ist.

## Geographische Lage
Gruschewka liegt ein Kilometer südlich der Nagornaja (deutsch: Almonis), etwa 20 Kilometer südöstlich der Rajonstadt Neman. Durch den Ort verläuft die Regionalstraße 27A-033 (ex A198, einstige deutsche Reichsstraße 132). Bis 1945 war Kraupischken/Breitenstein die nächste Bahnstation an den Endpunkten der Bahnstrecken von Ragnit sowie von Insterburg, die von den Insterburger Kleinbahnen betrieben wurden.

## Geschichte
Groß Perbangen bestand vor 1945 aus ein paar kleinen Höfen und Gehöften.  Am 15. April 1874 wurde der Ort Amtssitz und namensgebend für den neu errichteten Amtsbezirk Perbangen, der bis 1945 bestand. Er gehörte bis 1922 zum Kreis Ragnit, danach zum Landkreis Tilsit-Ragnit im Regierungsbezirk Gumbinnen der preußischen Provinz Ostpreußen.
In Groß Perbangen waren im Jahre 1910 104 Einwohner registriert. Ihre Zahl verringerte sich 1933 und auch 1939 auf 84.
Im Jahre 1945 kam Groß Perbangen mit dem gesamten nördlichen Ostpreußen in Kriegsfolge zur Sowjetunion. Hier erhielt das Dorf 1947 offenbar die russische Bezeichnung Gruschewka. Gleichzeitig wurde der Ort in den Dorfsowjet Uljanowski selski Sowet im Rajon Sowetsk eingegliedert. Ob sich Gruschewka zunächst noch an der Ortsstelle Groß Perbangen befand oder sogleich zwei Kilometer südlich neu entstand, muss zunächst offenbleiben. Von 2008 bis 2016 gehörte der Ort zur Landgemeinde Luninskoje selskoje posselenije und seither zum Stadtkreis Neman. 

### Amtsbezirk Perbangen (1874–1945)
Der Amtsbezirk Perbangen bestand zwischen 1874 und 1945. Gehörten ihm anfangs noch 18 Orte zu, waren es am Ende noch elf:
| Name                         | Änderungsname 1938 bis 1946 | Russischer Name | Bemerkungen                                     |
| ---------------------------- | --------------------------- | --------------- | ----------------------------------------------- |
| Blendienen                   |                             |                 |                                                 |
| Burkandten                   | Burental                    | Andrejewo       | 1928 nach Pallmohnen eingegliedert              |
| Gettkandten                  | Kleinburental               |                 | 1928 nach Pallmohnen eingegliedert              |
| Gettschen                    | Kleinradingen               | Kawerino        | 1929 nach Radischen eingegliedert               |
| Groß Perbangen               |                             | Gruschewka      |                                                 |
| Groß Wabbeln                 | Winterlinden                |                 |                                                 |
| Ketturrecken                 | Kettingen                   |                 |                                                 |
| Klein Perbangen              |                             |                 |                                                 |
| Klein Wabbeln                | Wabben                      |                 |                                                 |
| Kurstwethen                  | Kursten                     |                 | 1929 nach Blendienen eingegliedert              |
| Laugallen, Ksp. Kraupischken | Insterweide                 |                 |                                                 |
| Maruhnen, Dorf               | Marunen                     |                 |                                                 |
| Maruhnen, Gut                |                             |                 | 1928 in die Landgemeinde Maruhnen eingegliedert |
| Pallmohnen                   | Burental                    |                 |                                                 |
| Plauschinnen                 | Plaunen                     | Kamanino        |                                                 |
| Radischen                    | Radingen                    | Juschnoje       |                                                 |
| Salleningken                 | Sallingen                   | Brjullowo       |                                                 |
| Szwirpeln                    | Schwörpeln                  |                 | 1931 nach Klein Wabbeln eingegliedert           |

Am 1. Januar 1945 gehörten zum Amtsbezirk Perbangen noch: Blendienen, Burental, Groß Perbangen, Insterweide, Kettingen, Klein Perbangen, Marunen, Plaunen, Radingen, Wabben und Winterlinden.

## Kirche
Die Bevölkerung Groß Perbangens war vor 1945 fast ausnahmslos evangelischer Konfession. Das Dorf war daher in das Kirchspiel der Kirche Kraupischken (der Ort hieß zwischen 1938 und 1946: Breitenstein, heute russisch: Uljanowo) eingepfarrt, die zur Diözese Ragnit im Kirchenkreis Tilsit-Ragnit innerhalb der Kirchenprovinz Ostpreußen der Kirche der Altpreußischen Union gehörte. Heute liegt Gruschewka im Einzugsgebiet der neu entstandenen evangelisch-lutherischen Gemeinde in Schtschegly (Saugwethen, 1938 bis 1946 Saugehnen) innerhalb der Propstei Kaliningrad der Evangelisch-lutherischen Kirche Europäisches Russland.